# ドリアン・イエーツ

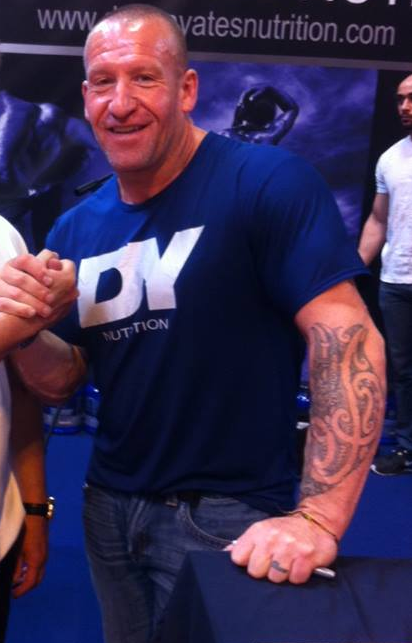
ドリアン・イエーツ

ドリアン・イエーツ（Dorian Yates、1962年4月19日 - ）は、イギリスの元IFBBプロボディビルダーで、ミスター・オリンピア優勝者（1992年 - 1997年）。イングランドのサットン・コールドフィールド出身。身長177cm。

## 人物
顔が俳優のように整っていたため映画会社から役者へのオファーがあった。しかしアメリカの商業主義が嫌と全て断っている。
現役時代は殆どメディア露出しなかったが、引退後はSNS上で親しげな写真を投稿している。

## 来歴
- 1981年、非行により警察に逮捕され、約半年間を少年院で過ごす。少年院時代にトレーニングと出会う。
- 1983年、トレーニングジムに入会。
- 1985年、ボディビルデビュー。
- 1986年、IFBBのプロカード取得。
- 1992年、ミスター・オリンピアのタイトルを獲得し、翌年以降連覇を重ねる（この年リー・ヘイニーは出場していなかった）。
- 1997年、アーノルド・シュワルツェネッガーに並ぶ6連勝を記録するが、肩と上腕三頭筋を負傷（重傷）したまま出場したことが判明。ナッサー・エル・ソンバティは「ドリアンなんて、全身筋断裂しまくりで、ひどいプロポーションだった」とジャッジへの不満を露わにしていた。
- 1998年、肩の治療経過が思わしくない事を理由にミスター・オリンピアを不出場した後、引退を表明した。
- 引退後はジムの経営やサプリメントの販売、自身のアパレルブランドの設立など、フィットネス関連の様々な事業を手掛けている。

## 影響
過去に重量級と言われたセルジオ・オリバにしてもアーノルド・シュワルツェネッガーにしても、当時の前チャンピオンであったリー・ヘイニーにしても、筋量だけでなく、理想的な部位に筋肉が発達している、いわゆるプロポーションの良さも兼ね備えていた。
ところが、イエーツの登場によって、審査基準が筋量重視に傾き、その後続々と「モンスター」と形容される重量級の選手達が現れる事になった。